# Feliks Zamoyski
Feliks Zamoyski herbu Jelita (zm. przed 13 marca 1535 roku) – podkomorzy chełmski od 1529 roku, sędzia chełmski w latach 1525–1535, łowczy chełmski w latach 1515–1517, wojski bełski w latach 1514–1535.

## Życiorys
Syn Floriana Zamoyskiego i Anny z Komorowa. Pełnił urzędy ziemskie wojskiego bełskiego, łowczego chełmskiego, wojskiego chełmskiego, poborcy bełskiego i chełmskiego, sędziego chełmskiego oraz podkomorzego chełmskiego.
W roku 1517 wraz ze starszym bratem Mikołajem nabył od Jana Niemierzy-Ostrowskiego dobra ziemskie składające się ze wsi Skokówka, Żdanów, Kalinowice i połowy Pniowa. Na wyspie we wsi Skokówka wzniósł dwór obronny, który skutecznie bronił się przed najazdem Tatarów. W miejscu tym w 1542 urodził się przyszły kanclerz Jan Zamoyski.
Poseł na sejm krakowski 1523 roku z ziemi chełmskiej. Poseł na sejm piotrkowski 1533 roku z ziemi chełmskiej. Poseł na sejm piotrkowski 1524/1525 roku i sejm krakowski 1531/1532 roku z ziemi chełmskiej. 
Żona Anna Uhrowiecka urodziła mu trzech synów. Byli to: Mikołaj Zamoyski (zmarł w młodym wieku), Florian Zamoyski (chorąży chełmski od 1582) i Stanisław Zamoyski.